# Silvana Mangano
Pour les articles homonymes, voir Mangano.
Silvana Mangano est une actrice italienne née le 21 avril 1930 à Rome et morte le 16 décembre 1989 à Madrid.

## Biographie
Fille d'un cheminot sicilien et d'une mère anglaise, Silvana Mangano est élevée dans la pauvreté avec son frère aîné Roy et ses deux sœurs cadettes, Patrizia et Natascia. Elle découvre la danse à l'Opéra et, pendant sept ans elle suit des cours de danse chez Jia Ruskaja, à Milan. Elle devient mannequin à l'atelier Mascetti, participe à des concours de beauté, et est élue à 16 ans Miss Rome en 1946. Elle concourt au titre de Miss Italie, aux côtés de Lucia Bosé (élue Reine), Gina Lollobrigida, Eleonora Rossi Drago et Gianna Maria Canale, qui toutes feront carrière dans le cinéma.

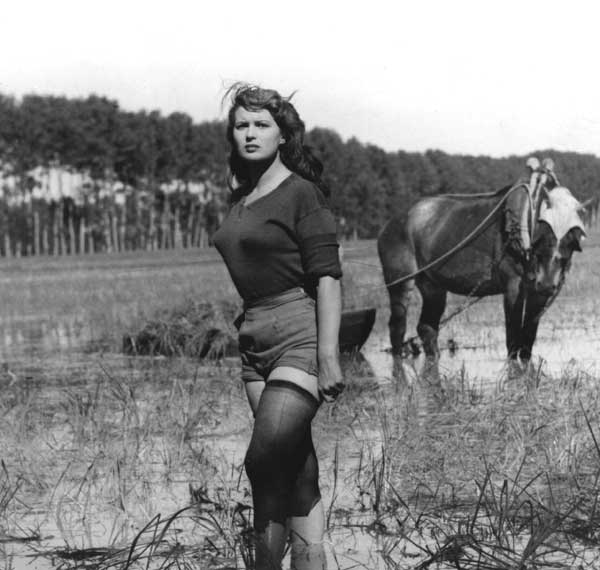
Riz amer : Silvana Mangano en 1949 dans la rizière.

Elle prend des cours de comédie et y rencontre Marcello Mastroianni. Elle est figurante à 15 ans en 1945 dans un film français, Le Jugement dernier de René Chanas. Le metteur en scène Mario Costa la remarque et la fait jouer en 1946 un petit rôle dans L'Elixir d'amour.
La consécration vient en 1949 avec Riz amer (Riso amaro) de Giuseppe De Santis où elle campe une repiqueuse de riz provocante, en short court et corsage moulant ; son air effronté l'impose comme le premier sex-symbol de l'Italie d'après-guerre, en contrepoint à la hollywoodienne Rita Hayworth. Son mariage en 1949 avec le producteur Dino De Laurentiis, fait progresser sa carrière. Il la fait jouer avec des acteurs célèbres ; italiens comme Vittorio Gassman, Raf Vallone, Alberto Sordi,  Nino Manfredi ; ou internationaux comme Kirk Douglas, Anthony Quinn ou Anthony Perkins ;  et pour de grands cinéastes italiens :  Mario Camerini, Vittorio De Sica, Mario Monicelli, Luchino Visconti ou Pier Paolo Pasolini, et étrangers : Robert Rossen, René Clément ou Martin Ritt .
Les succès s'accumulent à raison d'un tournage par an. Outre deux rôles dans le genre péplum, avec Mario Camerini pour Ulysse en 1955, dans le double rôle de Pénélope et  de Circé, et avec Richard Fleischer pour Barabbas en 1962, elle présente des compositions dans Anna avec Lattuada, L'Or de Naples avec de Sica, Hommes et loups avec de Santis, La Grande Guerre avec Monicelli, Chacun son alibi avec Camerini ou Le Procès de Vérone avec Lizzani.

Vittorio Gassman, Silvana Mangano et Alberto Sordi dans La Grande Guerre (1959).

Elle est retenue par Pasolini pour Œdipe roi en 1967, Théorème en 1968, Le Décaméron en 1971 et par Visconti pour Mort à Venise en 1971, Ludwig ou le Crépuscule des dieux en 1972, Violence et passion en 1974 et les Sorcières en 1966 , avec  Annie Girardot et Clint Eastwood.
En 1974, à 44 ans, elle quitte le cinéma pour se consacrer à sa famille jusqu'en 1984 quand elle participe au film Dune, le film de David Lynch produit par sa fille, Raffaella De Laurentiis, et en 1987 , à 57 ans, aux côtés de Marcello Mastroianni dans Les Yeux noirs (Oci ciornie) de Nikita Mikhalkov.
Le peintre Axel Sanson l'a représentée.

### Vie privée
Dans sa jeunesse, elle fréquente quelques mois  l'acteur Marcello Mastroianni.
Mariée à 19 ans au producteur Dino De Laurentiis en 1949, elle a eu quatre enfants : Veronica (née en 1950), Raffaella (née en 1952), Federico (1955-1981) et Francesca (née en 1961).
Elle s'était lancée dans le cinéma « seulement pour l'argent ». Au fil des années, elle tombe en dépression, aggravée par la mort de ses amis Pier Paolo Pasolini et Luchino Visconti, puis de l'accident fatal de son fils Federico, ce qui la conduira à s'isoler. 
Elle fut catholique pratiquante. Avec son mari, elle vivait dans la banlieue chic de Rome, près de la Via Appia Antica ; ils possèdaient également une résidence secondaire en France, à la plage de Roquebrune-Cap-Martin, y invitant son amie Gina Lollobrigida. 

La mort à 26 ans de son fils Federico, le 15 juillet 1981,  dans un accident d'avion en Alaska, la désespère et déchire son couple. Elle divorce en 1983. Elle décède en 1989 dans une clinique madrilène, d'un cancer du poumon.

## Filmographie

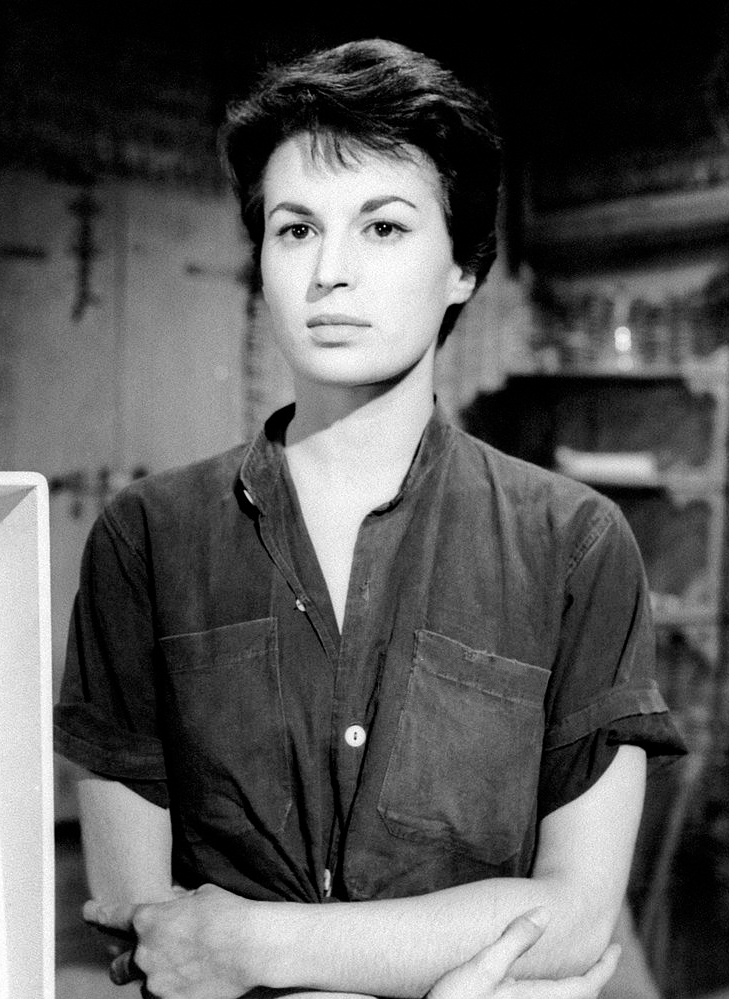
Mangano en 1956 dans Barrage contre le Pacifique.

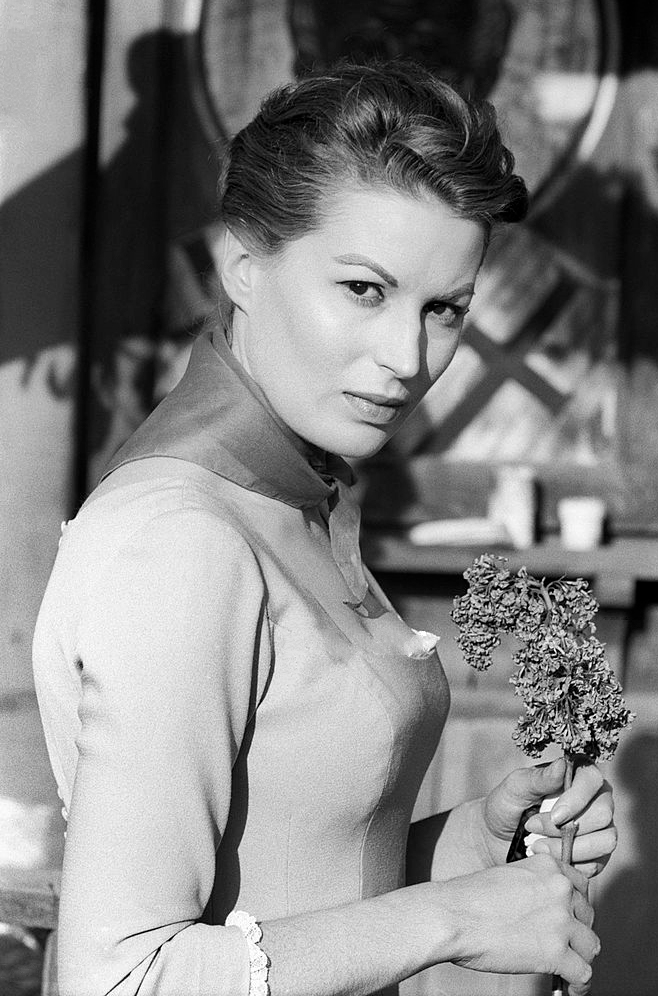
Silvana Mangano en 1958, dans le film La Tempête.

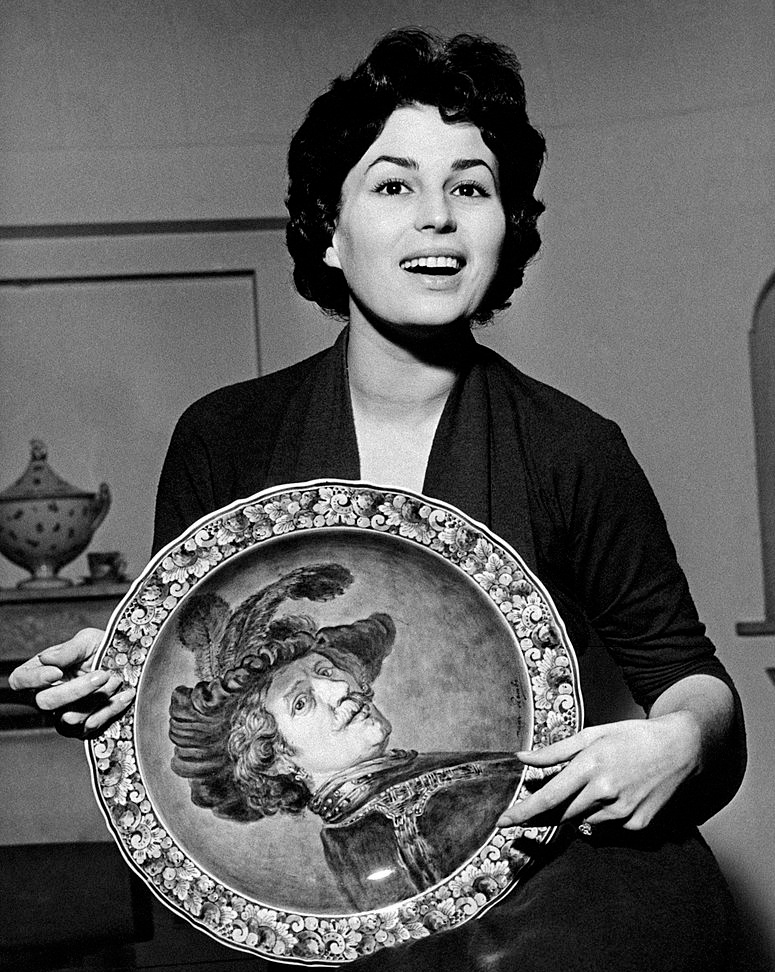
Silvana Mangano en 1953.

- 1945 : Le Jugement dernier de  René Chanas
- 1946 : L'elisir d'amore de Mario Costa : une amie d'Adina
- 1947 : Le Crime de Giovanni Episcopo (Il delitto di Giovanni Episcopo) d'Alberto Lattuada : une danseuse
- 1948 : Le Carrefour des passions (Gli uomini sono nemici) d'Ettore Giannini
- 1949 : Riz amer (Riso amaro) de Giuseppe De Santis : Silvana
- 1949 : Cagliostro (Black magic) de Gregory Ratoff
- 1949 : Le Loup de la Sila (Il lupo della Sila) de Duilio Coletti : Rosaria
- 1950 : Mara fille sauvage (Il brigante Musolino) de Mario Camerini : Mara
- 1951 : Anna d'Alberto Lattuada : Anna
- 1953 : Il più comico spettacolo del mondo de Mario Mattoli
- 1954 : L'Or de Naples (L'oro di Napoli) de Vittorio De Sica, segment Teresa : Teresa
- 1954 : Mambo de Robert Rossen : Giovanna Masetti
- 1954 : Ulysse (Ulisse) de Mario Camerini : Circé et Pénélope
- 1956 : Hommes et Loups (Uomini e lupi) de Giuseppe De Santis : Térésa
- 1958 : Barrage contre le Pacifique (This Angry Age) de René Clément : Suzanne Dufresne
- 1958 : La Tempête (La tempesta) d'Alberto Lattuada : Masha
- 1959 : La Grande Guerre (La grande guerra) de Mario Monicelli : Costantina
- 1959 : Uomini e nobiluomini (it) de Giorgio Bianchi
- 1960 : Cinq Femmes marquées (Five Branded Women) de Martin Ritt : Jovanka
- 1960 : Chacun son alibi (Crimen) de Mario Camerini : Marina
- 1961 : Une vie difficile (Una vita difficile) de Dino Risi : elle-même
- 1961 : Le Jugement dernier (Il giudizio universale) de Vittorio De Sica : la signora Matteoni
- 1961 : Barabbas (Barabba) de Richard Fleischer : Rachel
- 1963 : Le Procès de Vérone (Il processo di Verona) de Carlo Lizzani : Edda Ciano
- 1964 : La Soucoupe volante (Il disco volante) de Tinto Brass : Vittoria, une pauvre paysanne veuve
- 1964 : Ma femme (La mia signora) de Mauro Bolognini, Tinto Brass et Luigi Comencini : l'épouse, Clara, Eritrea et Luciana
- 1966 : Moi, moi, moi et les autres (Io, io, io... e gli altri) d'Alessandro Blasetti : Silvia
- 1967 : Les Sorcières (Le streghe), coréalisation, 
  - segment La Sorcière brûlée vive (La strega bruciata viva) de Luchino Visconti : Gloria
  - segment Sens civique (Senso civico) de Mauro Bolognini : la femme pressée
  - segment La Terre vue de la Lune (La terra vista dalla luna) de Pier Paolo Pasolini : Assurdina Caì
  - segment La Sicilienne (La siciliana) de Franco Rossi : Nunzia
  - segment Un soir comme les autres (Una sera come le altre) de Vittorio De Sica : Giovanna
- 1967 : Œdipe roi (Edipo re) de Pier Paolo Pasolini : Jocaste
- 1967 : Scusi, lei è favorevole o contrario? d'Alberto Sordi : Emanuela
- 1968 : Théorème (Teorema) de Pier Paolo Pasolini : Lucia, la mère
- 1968 : Caprice à l'italienne (Capriccio all'italiana), coréalisation, 
  - segment La Nurse (La bambinaia) de Mario Monicelli : la nurse
  - segment Pourquoi ? (Perché?) de Mario Monicelli : l'épouse de l'automobiliste
  - segment Chemin du travail (Viaggio di lavoro) de Pino Zac : la reine
- 1971 : Le Décaméron (Il decameron) de Pier Paolo Pasolini : la Madone
- 1971 : Mort à Venise (Morte a Venezia) de Luchino Visconti : la mère de Tadzio
- 1971 : Scipion, dit aussi l'Africain (Scipione detto anche l'africano) de Luigi Magni : Emilia
- 1972 : Ludwig : Le Crépuscule des dieux (Ludwig) de Luchino Visconti : Cosima von Bülow
- 1972 : L'Argent de la vieille (Lo scopone scientifico) de Luigi Comencini : Antonia
- 1972 : Mourir d'amour (D'amore si muore) de Carlo Carunchio : Elena
- 1974 : Violence et Passion (Gruppo di famiglia in un interno) de Luchino Visconti : la marquise Bianca Brumonti
- 1984 : Dune de David Lynch : la révérende Mère Ramallo
- 1987 : Les Yeux noirs (Oci ciornie) de Nikita Mikhalkov : Elisa, l'épouse de Romano

## Distinctions
- 1955 : Ruban d'argent de la meilleure actrice pour L'Or de Naples (L'Oro di Napoli)
- 1963 : David di Donatello de la meilleure actrice pour Le Procès de Vérone (Il Processo di Verona)
- 1964 : Ruban d'argent de la meilleure actrice pour Le Procès de Vérone (Il Processo di Verona)
- 1967 : David di Donatello de la meilleure actrice pour Les Sorcières (Le Streghe)
- 1972 : Ruban d'argent de la meilleure actrice dans un second rôle pour Mort à Venise (Morte a Venezia)
- 1973 : David di Donatello de la meilleure actrice pour L'Argent de la vieille (Lo Scopone scientifico)